# Liste der Monuments historiques in Chalancey
Die Liste der Monuments historiques in Chalancey führt die Monuments historiques in der französischen Gemeinde Chalancey auf.

## Liste der Immobilien
| Bezeichnung          | Beschreibung | Standort              | Kennzeichnung | Schutzstatus | Datum | Bild           |
| -------------------- | --- | --------------------- | ------------- | ------------ | ----- | -------------- |
| Château de Chalancey | Burg, um 1200, Anfang des 16. Jahrhunderts zum Schloss ausgebaut; mit Torhaus, Wassergraben, Umfassungsmauern und Teilen der Ausstattung | Rue du Château (Lage) | PA00078987    | Inscrit      | 1982  | weitere Bilder |
| Kirche Ste-Madeleine | aus dem 12. Jahrhundert | Grande-Rue (Lage)     | PA00078988    | Inscrit      | 1925  | weitere Bilder |

## Liste der Objekte
| Bezeichnung                 | Beschreibung                                                 | Standort                           | Kennzeichnung | Schutzstatus | Datum | Bild |
| --------------------------- | ------------------------------------------------------------ | ---------------------------------- | ------------- | ------------ | ----- | ---- |
| Skulptur Heiliger Sebastian | Holz, farbig gefasst, 17. Jahrhundert                        | in der Kirche Ste-Madeleine (Lage) | PM52000210    | Classé       | 1967  |      |
| Skulptur Gottvater          | Holz, farbig gefasst und vergoldet, 17. oder 18. Jahrhundert | in der Kirche Ste-Madeleine (Lage) | PM52000209    | Classé       | 1967  |      |
| Taufbecken                  | Marmor, 1745                                                 | in der Kirche Ste-Madeleine (Lage) | PM52001700    | Inscrit      | 1975  |      |